# Richard Watson Gilder
Richard Watson Gilder (ur. 1844, zm. 1909) – poeta amerykański. Urodził się 8 lutego 1844 w Borderstown w stanie New Jersey. Jego ojciec był metodystycznym pastorem. Był z wykształcenia prawnikiem. Walczył w wojnie secesyjnej. Potem został dziennikarzem i wydawcą. Edytował Scribner's Magazine. Wydał kilka tomów poetyckich, między innymi The New Day (1875), Lyrics and Other Poems (1887), The Celestial Passion (1887), The Great Remembrance (1893), Five Books of Song (1894), In Palestine and Other Poems (1898), In the Heights (1905), A Book of Music (1906). Zmarł 18 listopada 1909 w Nowym Jorku.
Napisał sonet na cześć Emmy Lazarus.